# Крушение поезда Hazara Express в Пакистане (2023)
6 августа 2023 года несколько вагонов поезда Hazara Express перевернулись в районе железнодорожной станции Сахара в городе Навабшах, расположенном примерно в 275 км от Карачи. По меньшей мере 30 человек погибли и около ста получили ранения в результате схода с рельсов поезда на юге Пакистана.

## Крушение
Авария произошла в провинции Синд в округе Сангхар на юге Пакистана. Поезд следовал из Карачи в Хавелиан. 10 вагонов поезда сошли с рельсов. Погибли не менее 30 человек и более 80 были ранены.

## Ликвидация аварии и последствия
Движение поездов в регионе было остановлено. Полиция и спасатели в срочном порядке спасли пострадавших пассажиров и доставили их в близлежащие больницы. Для спасательных работ также были отправлены вертолеты армейской авиации. В больницах объявлен режим чрезвычайной ситуации.
По словам официальных лиц, вечером в воскресенье спасательные работы на месте крушения были завершены.
Власти проводят расследование причины крушения поезда. По словам министра железных дорог Пакистана Саада Рафика, первоначальное расследование показало, что поезд двигался с нормальной скоростью.